# Tell Abu Hureyra
Tell Abu Hureyra (em árabe: تل أبو هريرة) é um sítio arqueológico pré-histórico no vale do Alto Eufrates, na Síria. O tel foi habitado entre 13.300 e 7.800 AP em duas fases principais: Abu Hureyra 1, datada do Epipaleolítico, era um vilarejo de caçadores-coletores sedentários; Abu Hureyra 2, datada do Neolítico Pré-Cerâmico, abrigava alguns dos primeiros agricultores do mundo. Essa sequência quase contínua de ocupação durante a Revolução Neolítica fez de Abu Hureyra um dos locais mais importantes para o estudo das origens da agricultura.
O local é significativo porque os habitantes de Abu Hureyra começaram como caçadores-coletores, mas gradualmente passaram a praticar a agricultura, o que os torna os primeiros agricultores conhecidos no mundo. O cultivo começou no início do período Dryas Recente em Abu Hureyra. As evidências descobertas em Abu Hureyra sugerem que o centeio foi a primeira cultura de cereais a ser sistematicamente cultivada. Em vista disso, acredita-se agora que o primeiro cultivo sistemático de cereais ocorreu há cerca de 13.000 anos.
Durante o Interstício Glacial Tardio, o sítio de Abu Hureyra passou por mudanças climáticas. Devido às mudanças no nível do lago e à aridez, a vegetação se expandiu para as áreas mais baixas dos campos. Abu Hureyra acumulou vegetação que consistia em gramíneas, carvalhos e árvores Pistacia atlantica [en]. O clima mudou de meses quentes e secos para meses abruptamente frios e secos.

## Histórico de pesquisas
O local foi escavado como uma operação de resgate antes de ser inundado pelo Lago Assad, o reservatório da Barragem de Tabqa que estava sendo construída na época. O local foi escavado por Andrew M. T. Moore [en] em 1972 e 1973. O trabalho de campo se limitou a apenas duas temporadas. Apesar do período limitado, uma grande quantidade de material foi recuperada e estudada nas décadas seguintes. Foi um dos primeiros sítios arqueológicos a usar métodos modernos de escavação, como a “flotação”, que preservou até mesmo os menores e mais frágeis restos de plantas. Um relatório preliminar foi publicado em 1983 e um relatório final em 2000.

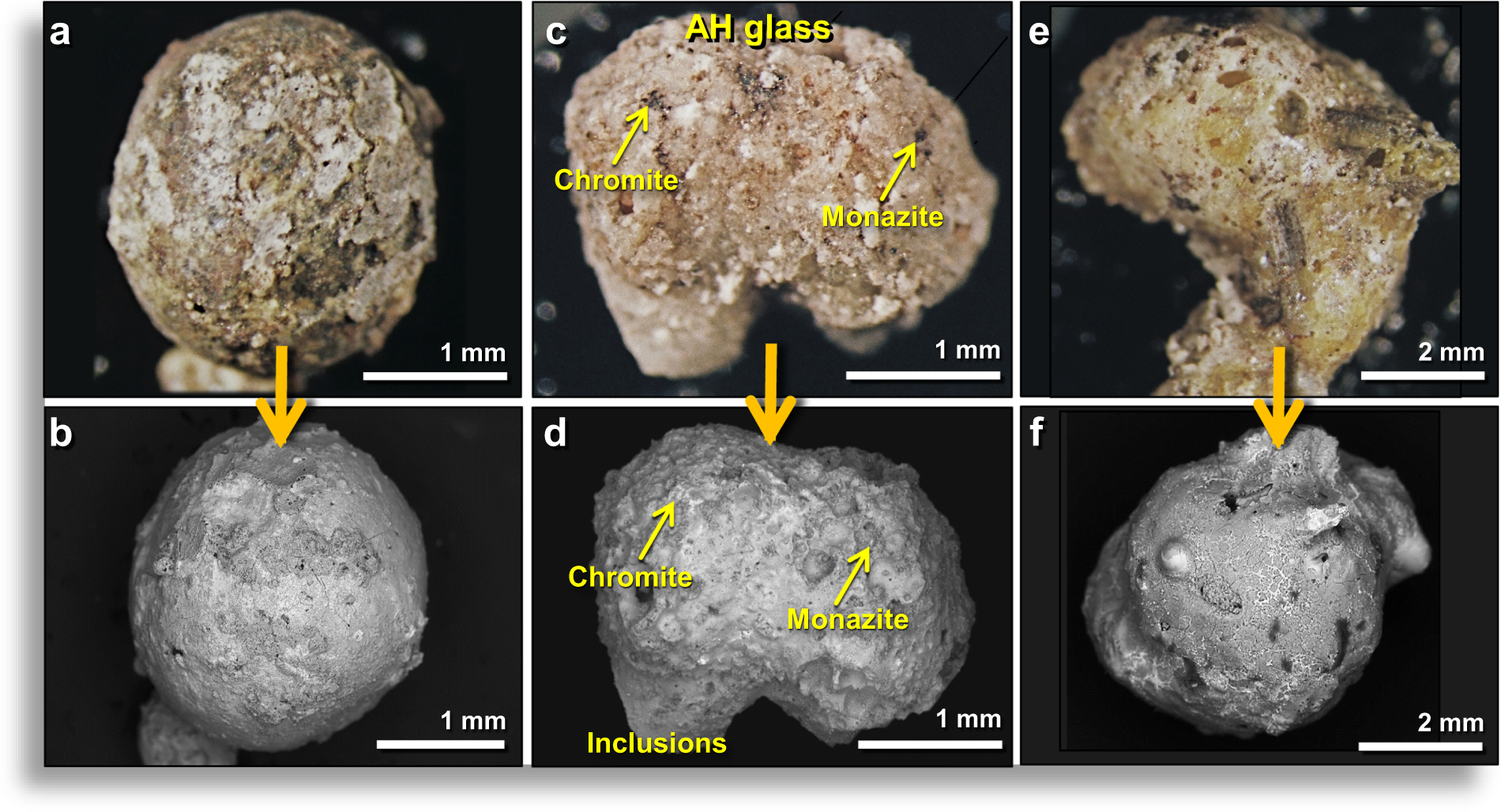
Exemplos de vidro fundido de Tell Abu Hureyra.

Desde 2012, Moore e outros colegas publicaram vários artigos relatando a presença de vidro fundido, nanodiamantes, microesferas, carvão e altas concentrações de irídio, platina, níquel e cobalto no sítio de Abu Hureyra, que eles atribuem a um evento de impacto que destruiu o vilarejo por volta de 10.800 a.C. No entanto, essa hipótese de impacto foi amplamente refutada por especialistas em arqueologia, astronomia e ciência do impacto.

## Localização e descrição
Abu Hureyra é um tel, ou antigo monte de assentamento, na atual província de Raca, no norte da Síria. Fica em um planalto próximo à margem sul do Eufrates, 120 quilômetros a leste de Alepo. O tel é um acúmulo maciço de casas desmoronadas, detritos e objetos perdidos acumulados ao longo da habitação do antigo vilarejo. O monte tem quase 500 metros de diâmetro, 8 metros de profundidade e continha mais de 1.000.000 de metros cúbicos de depósitos arqueológicos. :42 Atualmente, o tel é inacessível, submerso sob as águas do Lago Assad.

## Histórico de ocupações

### Primeira ocupação

Tell Abu Hureyra ficava no extremo norte da área da cultura Natufiana (12.000 a 9.500 a.C.), perto de en.

O vilarejo de Abu Hureyra teve dois períodos distintos de ocupação: Um assentamento epipaleolítico e um assentamento neolítico. O assentamento epipaleolítico, ou natufiano, foi estabelecido há cerca de 13.500 anos. Durante o primeiro assentamento, o vilarejo consistia em pequenas cabanas redondas, cortadas no arenito macio do terraço. Os telhados eram sustentados por postes de madeira e cobertos com mato e juncos.:40-41 As cabanas continham áreas subterrâneas de armazenamento de alimentos. As casas em que viviam eram moradias subterrâneas. Os habitantes provavelmente são descritos com mais precisão como “caçadores-coletores”, pois não se limitavam a procurar alimentos para consumo imediato, mas acumulavam estoques para garantir a segurança alimentar a longo prazo. Eles se estabeleciam em torno de sua despensa para protegê-la de animais e de outros seres humanos. Pela distribuição de restos de plantas silvestres encontradas em Abu Hureyra, parece que eles viviam lá o ano todo. A população era pequena, abrigando no máximo algumas centenas de pessoas, mas talvez fosse o maior grupo de pessoas vivendo permanentemente em um único lugar naquela época.
Os habitantes de Abu Hureyra obtinham alimentos por meio da caça, pesca e coleta de plantas silvestres. A gazela era caçada principalmente durante o verão, quando grandes manadas passavam pelo vilarejo durante sua migração anual.:41-42 Provavelmente eram caçadas em grupo, pois os abates em massa também exigiam o processamento em massa da carne, da pele e de outras partes do animal. A grande quantidade de alimento obtida em um curto período era um motivo para se estabelecer permanentemente: era muito pesado para carregar e precisaria ser mantido protegido do clima e de pragas.
Outras presas incluíam animais selvagens de grande porte, como hemíonos, ovelhas e gado, e animais menores, como lebres, raposas e pássaros, que eram caçados durante todo o ano. Foram coletadas diferentes espécies de plantas de três zonas ecológicas diferentes a uma curta distância (rio, floresta e estepe). Os alimentos vegetais também eram colhidos em “jardins selvagens” com espécies coletadas, incluindo gramíneas de cereais selvagens, como Triticum monococcum, farro e duas variedades de centeio.:41 Várias ferramentas grandes de pedra para moer grãos foram encontradas no local.
Abu Hureyra 1 tinha uma variedade de culturas que compunham o sistema. Seus recursos consistiam em 41% de Rumex e Polygonum, 43% de centeio e Triticum monococcum e os 16% restantes de lentilhas.

### Despovoamento
Após 1.300 anos, a maioria dos caçadores-coletores da primeira ocupação abandonou Abu Hureyra, provavelmente por causa do Dryas Recente, um retorno intenso e relativamente abrupto às condições climáticas glaciais que durou mais de 1.000 anos, ou por causa do suposto evento de impacto. A seca interrompeu a migração da gazela e destruiu as fontes de alimentos vegetais. Os habitantes podem ter se mudado para Mureybet [en], a menos de 50 km a nordeste, do outro lado do Eufrates, que se expandiu dramaticamente nessa época.

### Segunda ocupação
Em comparação com Abu Hureyra 1, Abu Hureyra 2 teve um acúmulo diferente de recursos, consistindo em 25% de Rumex/Polygonum, 3,7% de centeio/Triticum monococcum, 29% de cevada, 23,5% de farro, 9,4% de trigo e 9,4% de lentilhas.

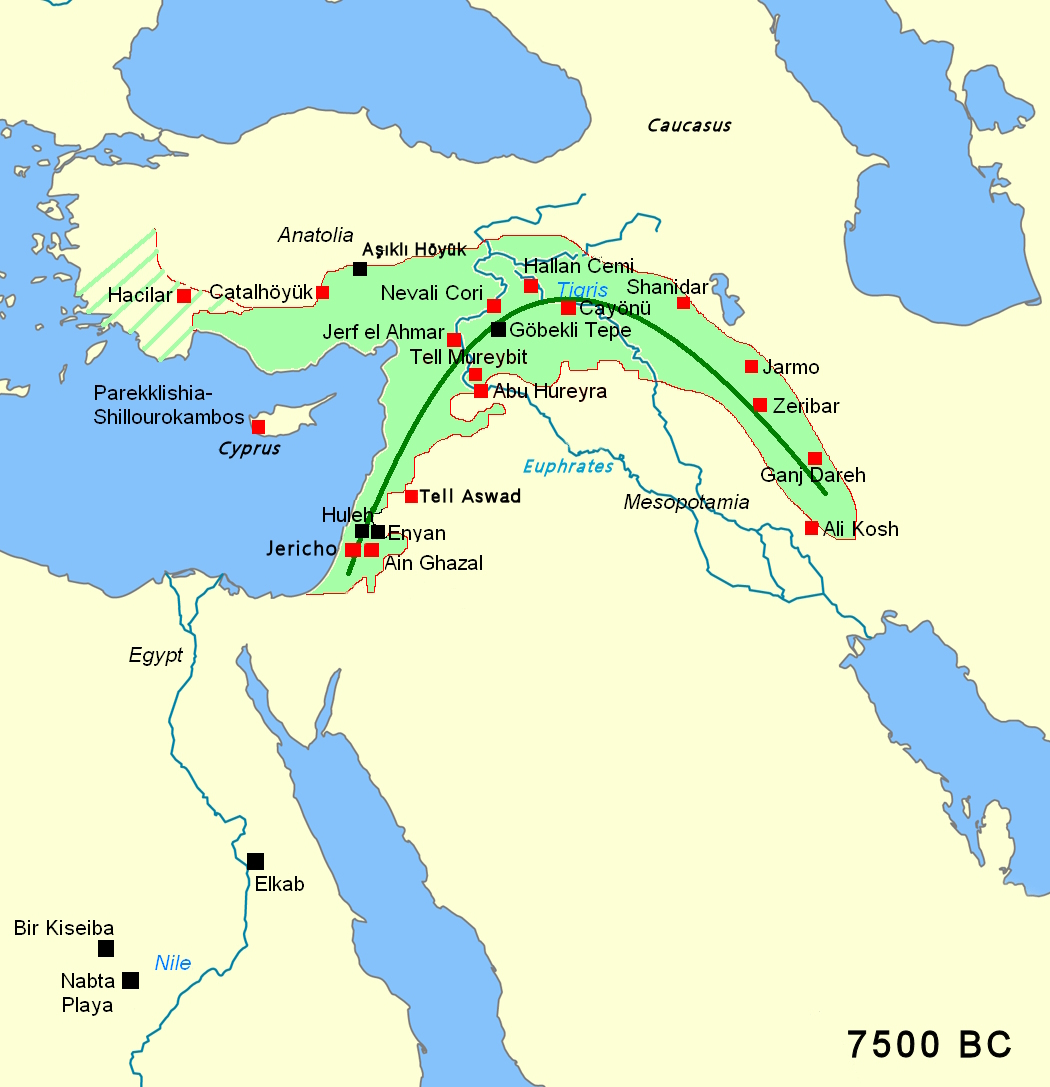
O Crescente Fértil, por volta de 7500 a.C., com os principais sítios neolíticos pré-cerâmica. O centro e o sul da Mesopotâmia ainda não tinham chuvas suficientes para serem colonizados por humanos.

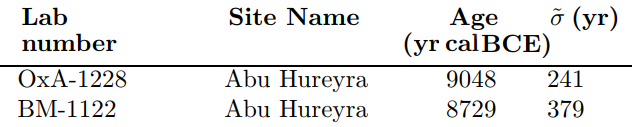
Datas mais antigas calibradas com carbono 14 para o Neolítico Abu Hureyra em 2013. Isso é cerca de 1.000 anos depois de en

Foi no início do Dryas Recente que a primeira evidência indireta de agricultura foi detectada nas escavações em Abu Hureyra, embora os cereais em si ainda fossem da variedade selvagem. Foi durante a semeadura intencional de cereais em refúgios mais favoráveis, como Mureybet, que esses primeiros agricultores desenvolveram linhagens domesticadas durante os séculos de seca e frio do Dryas Recente. Quando o clima diminuiu, por volta de 9500 a.C., eles se espalharam por todo o Oriente Médio com essa nova biotecnologia, e Abu Hureyra cresceu e se tornou um grande vilarejo com vários milhares de pessoas. A segunda ocupação cultivou variedades domesticadas de centeio, trigo e cevada e criou ovelhas. A caça de gazelas diminuiu drasticamente, provavelmente devido à sobre-exploração que acabou por extingui-las no Oriente Médio. Em Abu Hureyra, elas foram substituídas por carne de animais domesticados. A segunda ocupação durou cerca de 2.000 anos.

## Transição da coleta de alimentos para a agricultura
Algumas evidências foram encontradas para o cultivo de centeio a partir de 11050 a.C. no aumento repentino de pólen de plantas que normalmente infestam o solo recém-perturbado. Peter Akkermans e Glenn Schwartz consideraram essa afirmação sobre o centeio epipaleolítico “difícil de conciliar com a ausência de cereais cultivados em Abu Hureyra e em outros lugares por milhares de anos depois”. Foi sugerido que as condições climáticas mais secas resultantes do início do Dryas Recente fizeram com que os cereais selvagens se tornassem escassos, levando as pessoas a iniciar o cultivo como forma de garantir o suprimento de alimentos. Os resultados de análises recentes dos grãos de centeio desse nível sugerem que eles podem ter sido domesticados durante o Epipaleolítico. Especula-se que a população permanente da primeira ocupação era de menos de 200 indivíduos. Esses indivíduos ocupavam várias dezenas de quilômetros quadrados, uma rica base de recursos de vários ecossistemas diferentes. Nessa terra, eles caçavam, colhiam alimentos e madeira, faziam carvão e podem ter cultivado cereais e grãos para alimentação e combustível.
Os primeiros cereais morfológicos domesticados surgiram no sítio de Abu Hureyra há cerca de 10.000 anos.

## Agricultura

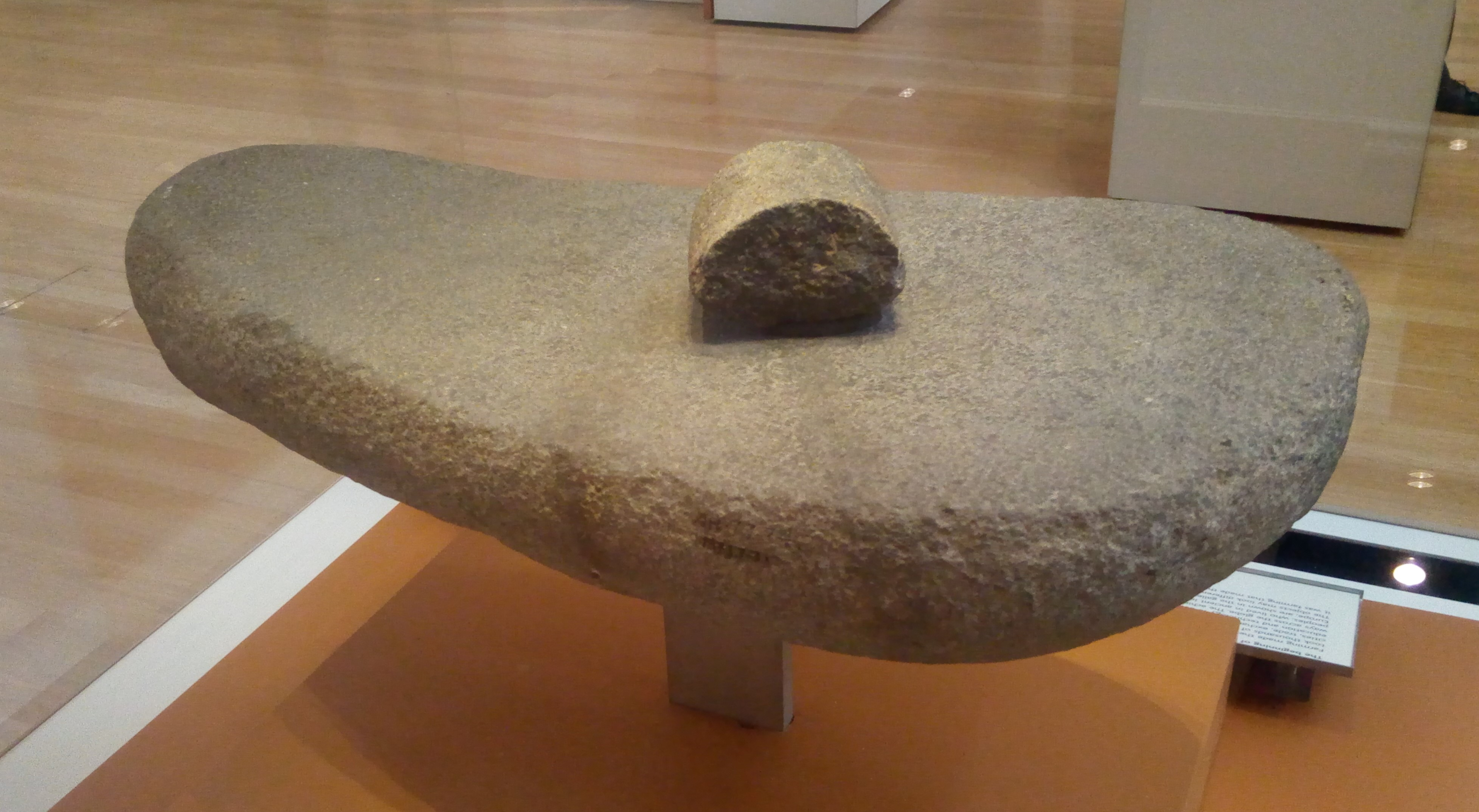
Pedras usadas para moer grãos de cereais, Abu Hureyra, c. 9500-9000 a.C. Museu Britânico.

O vilarejo de Abu Hureyra teve avanços agrícolas impressionantes para a época. O rápido crescimento da agricultura levou ao desenvolvimento de duas formas domesticadas diferentes de trigo, cevada, centeio, lentilhas e muito mais, em parte devido a um repentino período de frio na área. O período de frio afetou o suprimento de animais selvagens, como a gazela, que na época era sua principal fonte de proteína. Como o suprimento de alimentos se tornou escasso, era fundamental que eles encontrassem uma maneira de suprir a população, o que levou a amplos esforços agrícolas, bem como à domesticação de ovelhas e cabras para fornecer uma fonte constante de proteína. Outro fator útil foi a capacidade de cultivar legumes, que fixam os níveis de nitrogênio no solo. Isso melhorou a fertilidade do solo e permitiu que as plantas cultivadas florescessem.
Esse aumento maciço na agricultura teve um custo. As pessoas que viviam no vilarejo de Abu Hureyra sofreram várias lesões e anormalidades esqueléticas. Essas lesões eram causadas principalmente pela forma como as plantações eram colhidas. Para fazer a colheita, as pessoas de Abu Hureyra se ajoelhavam por várias horas seguidas. O ato de se ajoelhar por longos períodos colocava os indivíduos em risco de lesionar os dedões dos pés, os quadris e a região lombar. Havia danos na cartilagem do dedão do pé que eram tão graves que os ossos do metatarso se esfregavam. Além dessa lesão, outra lesão comum era a última vértebra dorsal ser danificada, esmagada ou desalinhada devido à pressão usada durante a moagem dos grãos. Essas anormalidades esqueléticas também podem ser encontradas nos dentes do povo de Abu Hureyra. Como o grão era moído com pedra, muitos flocos de pedra ainda ficavam no grão, o que, com o tempo, desgastaria os dentes. Em casos raros, as mulheres apresentavam grandes sulcos nos dentes da frente, o que sugere que elas usavam a boca para auxiliar na tecelagem de cestas. Isso faz com que a tecelagem de cestas remonte a 6500 a.C. e o fato de tão poucas mulheres terem esses sulcos mostra que a tecelagem de cestas era uma habilidade rara. Essas cestas eram extremamente importantes para o sucesso da agricultura porque eram usadas para coletar ou espalhar sementes e também para coletar ou distribuir água.